# Waldir Machado
Waldir Machado (Rio de Janeiro, 26 de outubro de 1923) é um jornalista, radialista, advogado, cantor e compositor brasileiro.

## Carreira como cantor
Descoberto pelo jornalista Gravêto, Waldir Machado estreou como cantor no programa "O Radical no Ar" da Rádio Sociedade Fluminense, em 1937. Em seguida, trabalhou durante longo tempo no "Ritmos do Brasil", na Rádio Vera Cruz. Em 1944, ingressou na Rádio Transmissora, no "Programa da Saudade". Na sequência, Waldir participou de dois programas da Rádio Tamoio: do "Vesperal das Môças", com Del Nero, Francisco Carlos e Jorge Veiga; e do "Café Chave de Ouro", com Afrânio Rodrigues, Custódio Mesquita e Jorge Goulart.

## Carreira como radialista
Waldir Machado começou sua carreira como radialista na Rádio Cruzeiro do Sul, no programa "Feira de Melodias", com José Duba. Ali, trabalhou como locutor, produtor e corretor. Depois, passou para a Rádio Clube, onde apresentou diversos programas, inclusive "Antigamente era assim". Em 1950, passou para a Rádio Mauá. Em 1952, Waldir trabalhava na Rádio Cultura de Campos, escrevendo os scripts do programa "Atrativos da Tarde". Em 1954, Waldir comandava a "Feira de Ritmos", ainda na Rádio Mauá, sendo considerado destaque por sua locução agradável e boa seleção musical.
Em seu trabalho no rádio, foi responsável por "descobrir" e apadrinhar artistas como Dina Montez, Orlando Dias, Anísio Silva e Ronaldo Lopes.

## Compositor
Em 1953, Waldir Machado compôs "Noite de Natal", interpretado por Neusa Maria. Em 1954, Waldir compôs "Saca-rolha" em parceria com os intérpretes Zilda Gonçalves e Zé da Zilda. Essa marchinha apareceu no 5º lugar na parada de sucessos de fevereiro de 1954 da Revista do Rádio, alcançando o 3º lugar no mês seguinte. Em janeiro de 1956, sua música "Cara Linda", composta em homenagem a Marly Sorel, foi destaque de A Noite. No mês seguinte, "Cara Linda" ficou em 2º lugar na categoria Marchas Mais Populares do concurso de Carnaval da Revista do Rádio.
Sua marchinha "Cara Bonita", interpretada por Bill Farr, foi destaque no Carnaval de 1959. Em novembro do mesmo ano, seu bolero "Se eu pudesse", interpretado por Orlando Dias, alcançou o 4º lugar na parada musical da Revista da Rádio. Orlando Dias repetiu em diversas ocasiões que suas gravações preferidas e mais rentáveis eram aquelas compostas por Waldir Machado, que se tornou seu empresário.

## Vida pessoal
Nascido em Vila Isabel, Waldir Machado estudou no Colégio Pedro II e no Colégio 28 de Setembro.
Waldir Machado casou-se com Etelvina Reis Machado, com quem teve dois filhos, inclusive Waldir Luiz por volta de 1950. No período entre 1946 e 1949, ficou afastado dos rádios, abrindo um escritório de administração de imóveis e, mais tarde, uma agência de publicidade junto com José Duba.
Um de seus irmãos, Rubens Machado, era disc-jóquei na Rádio Mundial, enquanto outro, Del Nero, era cantor.

## Discografia
- Waldir Machado Revive Seus Sucessos Através dos Tempos (2003)
- Feliz Contigo/Em Teus Braços Minha Cruz (1962)